# Titisee-Neustadt
Titisee-Neustadt es una ciudad en el suroeste de Baden-Württemberg, Alemania, en el distrito de Brisgovia-Alta Selva Negra. Es un balneario climático y lugar de deportes de invierno.
A 31 de diciembre de 2015 tiene 12 083 habitantes.

## Historia
Se conoce la existencia de la ciudad de Neustadt desde el siglo XIII y en el siglo XVIII albergó una importante industria relojera. Se incorporó a Baden en 1803. La actual Titisee-Neustadt se fundó entre 1971 y 1974 al añadirse varios municipios al territorio de la anterior ciudad de Neustadt.
|                        |
| Titisee, lago y pueblo |

|                                     |
| Neustadt (en español: Ciudad Nueva) |

|                                             |
| Trampolín de esquí sobre el monte Hochfirst |

|                     |
| Torre del Hochfirst |

## Estructura municipal
|         |
| Titisee |

|          |
| Neustadt |

|                |
| Langen-ordnach |

|           |
| Rudenberg |

|                |
| Schwärzen-bach |

|        |
| Waldau |

## Museos
- Heimatstuben Titisee-Neustadt: (Museo Local)
- Märklin-World-Titisee: (Museo de Ferromodelismo)

## Hermanamiento
Municipios hermanados son:
- Coulommiers,[34] Francia, desde 1971
- Leighton–Linslade,[35] Reino Unido, desde 1991
- Neustadt en Europa donde es ciudad miembro, es el mayor grupo de hermanamiento de ciudades en Europa. Tiene 36 miembros en seis países centroeuropeos, a saber 27 en Alemania, dos en Austria, tres en Chequia, uno en Eslovaquia, uno en Hungría y dos en Polonia cuyo nombre (o el nombre de un barrio) significa "Ciudad Nueva".

| Ciudades miembros de Neustadt en Europa: |
| \| \| \| \|                              |
|                                          |
|                                          |